# Annie Jump Cannon
Annie Jump Cannon, ameriška astronomka, * 11. december 1863, Dover, Delaware, ZDA, † 13. april 1941, Cambridge, Massachusetts, ZDA.

## Življenje in delo
Annie je bila hči graditelja ladij in senatorja Wilsona Cannona in njegove druge žene Mary Jump. Bila je najstarejša od treh hčera.
Študirala je na Kolidžu Wellesley v Wellesleyu, kjer je leta 1884 diplomirala iz fizike. Leta 1894 se je vrnila na Wellesley študirat fiziko in astronomijo. Leta 1895 je nadaljevala študij na Kolidžu Radcliffeove v Camdridgeu. Profesorica fizike in astronomije na Wellesleyu Sarah Francis Whiting jo je usmerila na študij spektroskopije.
Med študijem je zbolela za škrlatinko in je skoraj popolnoma oglušela. Zelo se je izpopolnila v fotografiji. Leta 1892 je odpotovala v Španijo, da bi slikala Sončev mrk.
Leta 1896 jo je na Observatoriju Kolidža Harvard (Harvard College Observatory, HCO) zaposlil njegov predstojnik Pickering, da bi katalogizirala spremenljivke in razvrstila spektre zvezd južnega neba. Tako je bila do leta 1911 tukaj pomočnica in vodila znamenito zbirko astronomskih fotografij Harvardsko fotografsko knjižnico (Harvard Photographic Library).
Pickering in njegova pomočnica Williamina Fleming sta zvezdam pridala črko na podlagi količine vodika, ki se jo je dalo opazovati v njihovih spektrih. Zvezde, označene z A so imele največ vodika, z B manj itd. Razdelala sta 22 tipov, njihov fizikalni pomen pa ni bil jasen.
Cannonova je katalogizirala okoli 400.000 zvezd. Ta zvezdni katalog je leta 1918 prvič izšel kot Katalog Henryja Draperja in danes vsebuje spektre 359.083 zvezd. Zvezdne spektre je razvrstila v 46 skupin. Katalog še danes velja kot mednarodni standard. Po enakem postopku so jih do sedaj razvrstili v več kot 100 skupin. Leta 1901 je s Pickeringom izdelala novo spektralno razvrstitev zvezd. Spektralne razrede je označevala z znamenitim nizom O, B, A, F, G, K, M. Opazila je, da je bila temperatura zvezd glavna značilnost, ki se jo je med različnimi spektri dalo ločiti. Tako je povezala prejšnji sistem razvrščanja, ki so ga uporabljali na observatoriju v preprostejšega. Na novo je razvrstila prejšnje spektralne tipe po temperaturi in zavrgla večino spektralnih razredov, ker so bili odveč. V dotedanjih razvrščanjih spektralnih razredov opazljiva količina vodika ni bila povezana s fizikalnimi latnostmi zvezd.
Pregledovala je fotografske plošče, ki so vsebovale zvezdne spektre in s pomočnikom zapisovala vsak spektralni razred. V povprečju je razvrstila 3 zvezde na minuto v redkeje posejanih področjih. Za gostejša področja je bilo delo počasnejše.
S pomočjo fotografije je odkrila preko 300 spremenljivk, 5 nov in dvojno zvezdo. Zbrala je tudi bibliografijo okoli 20.0000 zapiskov spremenljivk.
Bila je zagovornica ženske volilne pravice in članica Nacionalne ženske stranke. Večino denarja, ki ga je prejela ob raznih nagradah je vrnila univerzam, da bi ga lahko porabile kot štipendije za mlade študentke astronomije.

## Priznanja
Kot prva velika astronomka je kot prva ženska prejela častni doktorat Univerze v Oxfordu. Leta 1931 je prejela medaljo Henryja Draperja.
Ameriško astronomsko društvo njej v čast od leta 1934 vsako leto podeljuje nagrado Annie Jump Cannon za astronomijo astronomkam iz Severne Amerike za njihove pomembne dosežke na področju astronomije.

### Poimenovanja
Po njej so poimenovali udarni krater Cannon na Luni.